# 桐ヶ谷ボビー

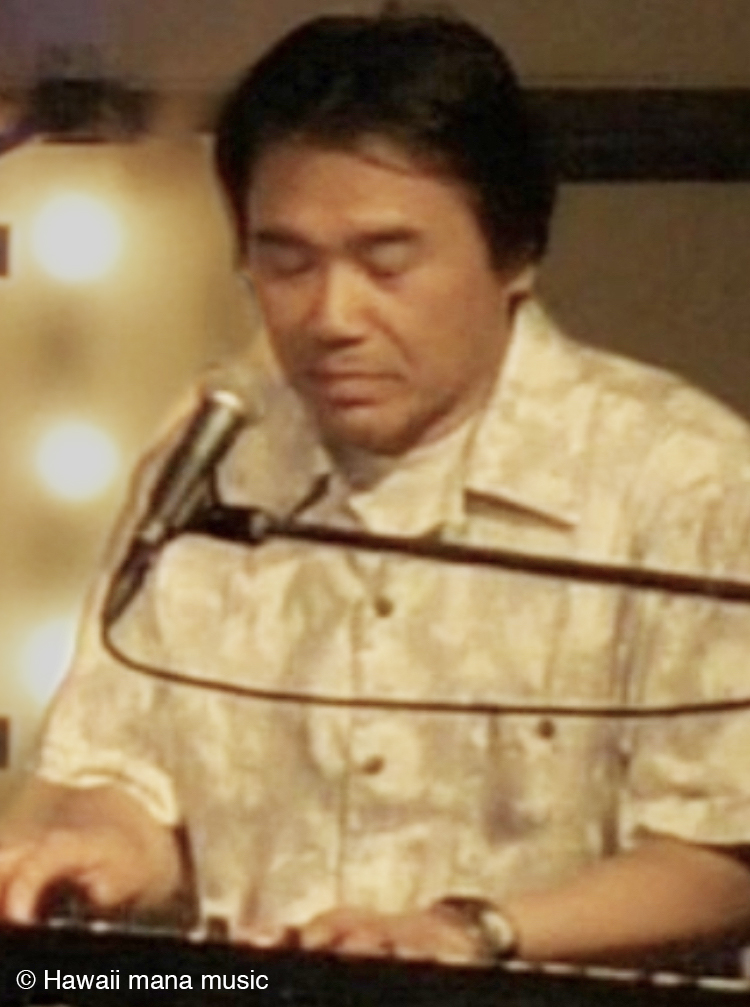
桐ヶ谷ボビー
（CC BY -SA4.0）

桐ヶ谷ボビー（きりがやボビー）は日本のシンガーソングライター、作曲家、編曲家、音楽プロデューサー、ボイストレーナー。本名は桐ヶ谷俊博（きりがや としひろ）。東京都出身、国立音楽大学声楽科出身。

## 来歴
1979年大学在学中にSMSレコードよりメジャー・デビュー。ライブ活動を行いながら、CM音楽の制作やCD制作にコーラス・編曲・ボーカルトレーナーとして参加。ボイストレーナー、プロデューサーとしての活動を続け現在に至る。
1996年に設立した「有限会社ハワイマナ音楽出版」所属のシンガーソングライター、具島直子を東芝EMIよりデビューさせる。
2000年、テレビ東京「ASAYAN」のボーカルディレクターとして当時アマチュアであったEXILE ATSUSHI、CHEMISTRY等に携わり、他に歌手・俳優のボイストレーニングを行っていた。
2013年、独自の発声メソッド「ボビーメソッド」の講演会やワークショップを始めたことを機に、六本木ハリウッドビューティーサロンにおいて講演・発声クラスを始める。2016年には母校である東京都立両国高校において、1000名を前に講演会『素敵な波を世の中に』を行なった。近年はミュージカルのテーマソングの作詞・作曲を行い、絵本のテーマ曲作りを始める。ボイストレーナーとしてはプロ・アマの個人レッスンと並行して前述通りワークショップを開催している。

## ディスコグラフィ
特記以外全作詞・作曲：桐ヶ谷俊博

### シングル
- ひとりで海に（SM06-37）
  - ひとりで海に：編曲：後藤次利
  - パリアッチョ（道化師）：編曲：後藤次利
- 立ち話（SM06-50）
  - 立ち話：作詞：康珍化　編曲：後藤次利
  - 手紙：編曲：後藤次利
- きらいさこんな雨（1980年、SM07-73）
  - きらいさこんな雨：編曲：林哲司
  - 冬の扉：編曲：林哲司
- 瞳をとじて（1981年、SM07-90）
  - 瞳をとじて：編曲：後藤次利
  - 改札口：編曲：後藤次利

### アルバム
- 秋・あなたに（1979年、SM25-5039）　特記以外全編曲：後藤次利
  - A1：ひとりで海に
  - A2：立ち話（作詞：康珍化
  - A3：手紙
  - A4：夢
  - A5：大人になると
  - B1：パリアッチョ（道化師）
  - B2：改札口
  - B3：夢多き旅人よ（編曲：桐ヶ谷俊博）
  - B4：おやすみ
  - B5：秋・あなたに

### 個人名義以外の作品
アカペラグループ「CAFE ON THE TABLE」（日本コロムビア）
全曲プロデュース・アレンジ・ボーカル・コーラス
- After hours Cruising （ユーミン特集） （1990年6月21日、COCA-6359）
- Silent moment（ビートルズ特集）（1990年11月21日、COCA-6894）
- Breathless moon Theater（ユーミン特集） （1991年2月21日、COCA-7247）
- Gentle traveler from seaside（オフコース特集）（1991年5月21日、COCA-6362）
- 総集編（ユーミン特集）（1993年2月21日、COCA-10591）

アカペラグループ「cafe noir」
全曲プロデュース・アレンジ・ボーカル・コーラス
- 10 WAYS TO LOVE vol.1（1991年6月21日、COCA-7559）
- 10 WAYS TO LOVE vol.2（1991年6月21日、COCA-7560）
- 10 WAYS TO LOVE vol.3（1992年5月21日、COCA-9966 ）
- 12 WAYS TO LOVE vol.4（1992年5月21日、COCA-9967）
- ドラマのような恋をしたい vol.5（1992年12月21日、COCA-10559）

### プロデュース作品
具島直子
シングル
- Candy：TODTｰ3831（1997年1月1日）
- Tell me oh mama：TODTｰ5059（1997年10月8日）
- no.no.no.：TOCTｰ4106（1998年7月16日）
- missing you / 光と影：MVCH-9026（1999年9月29日）

アルバム
- miss.G：TOCT-9459（1996年6月5日）
- Quiet Emotion：TOCTｰ9963（1997年10月29日）
- Mellow Medicine：MVCHｰ29040（1999年10月20日）
- Mystic Spice：HMCD-3261（2007年12月12日）

## 著書
- 『本当の自分の声を見つけるためのボイストレーニング　声のバイブル』（2005年、ヤマハミュージックメディア）
- 『幸運を呼ぶ魔法の声を手に入れる方法』（2010年、角川書店）